# 경기도의 기념물
경기도 기념물은 시도기념물 중에서 경기도 내에 있는 문화재를 의미한다.

## 지정 목록
- 제1호 ~ 제100호
- 제101호 ~ 제200호
- 제201호 ~ 제300호